# 돌핀 쇼츠

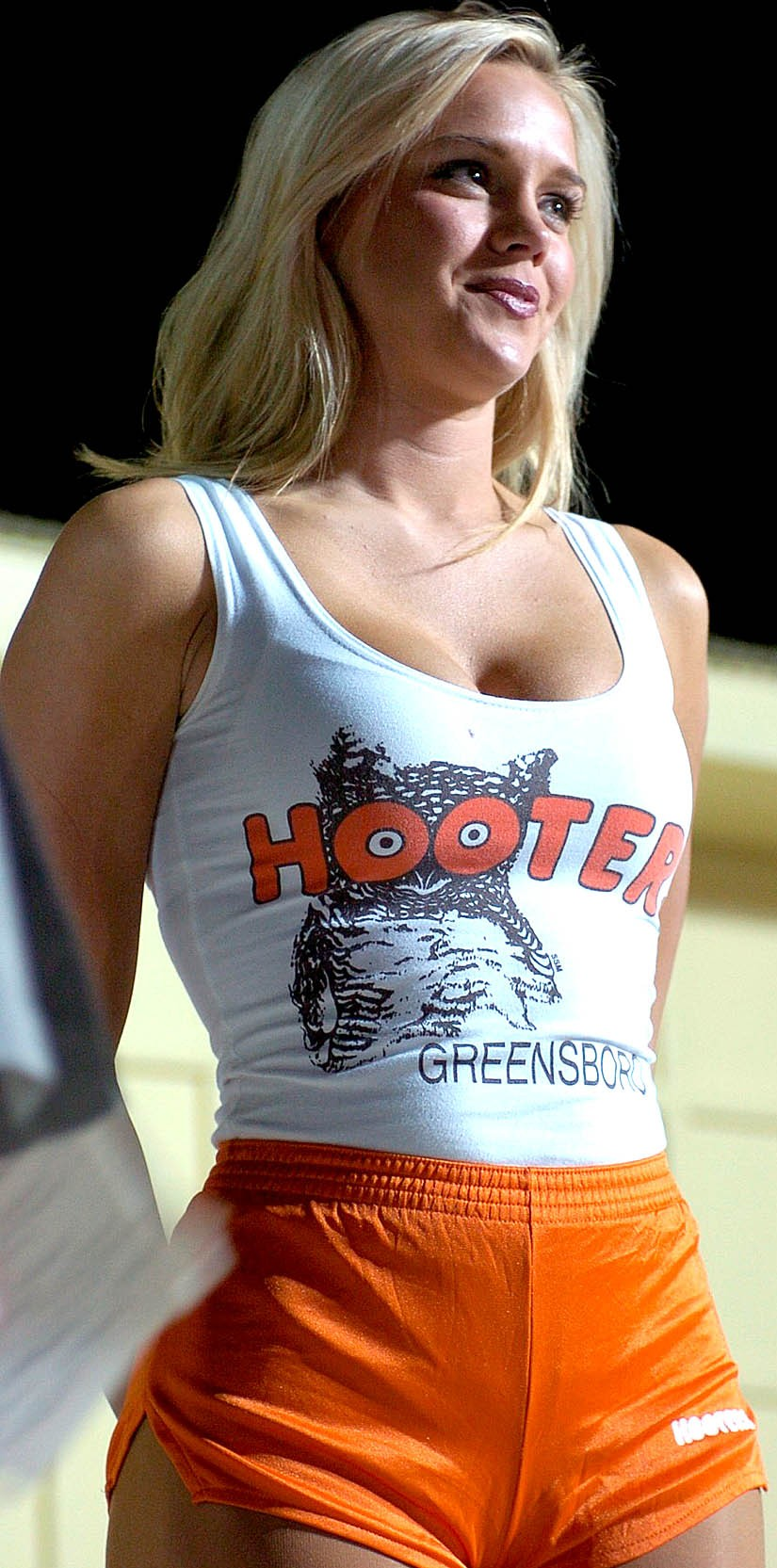
오렌지색 돌핀 쇼츠를 입은 후터스 웨이트리스

돌핀 쇼츠(Dolphin shorts, 영어 발음 (도움말·정보))는 운동 경기에서 입는 특정 스타일의 남녀공용 반바지다. 대한민국에서는 돌핀 팬츠, 랍바바지라고 부른다.
이 스타일은 1980년대에 유행했으며 이름은 1980년대에 이 스타일의 반바지를 처음 생산한 미국의 회사인 돌핀에서 따왔다.

## 대중 문화
- 일반적으로 길이가 짧기 때문에 핫팬츠의 한 형태로 식별되기도 한다.[3]
- 2012년, 돌핀 쇼츠를 즐겨 입는 리처드 시먼스는 당시 돌핀 쇼츠를 400벌이나 소유했다고 밝혔다.[4]
- 2012년부터 오렌지색 돌핀 쇼츠는 후터스의 웨이트리스 유니폼의 일부로 지정되었다.[5]